# Biathlon ai XXIII Giochi olimpici invernali - Staffetta 4x6 km femminile
La gara della staffetta 4x6 km femminile di biathlon dei XXIII Giochi olimpici invernali di Pyeongchang si è svolta il 22 febbraio 2018, a partire dalle ore 20:15 (UTC+9), presso il centro di biathlon di Alpensia.
La squadra bielorussa ha conquistato la medaglia d'oro, mentre l'argento e il bronzo sono andati rispettivamente alla squadra svedese e a quella francese.

## Risultati
| Pos.    | Nº | Nazione                                                                        | Tempo     | Errori (P+S) | Distacco |
| ------- | -- | ------------------------------------------------------------------------------ | --------- | ------------ | -------- |
| Oro     | 10 | Bielorussia Nadzeja Skardzina Iryna Kryŭko Dzinara Alimbekava Dar"ja Domračava | 1h12'03"4 | 9 (0+9)      | -        |
| Argento | 3  | Svezia Linn Persson Mona Brorsson Anna Magnusson Hanna Öberg                   | 1h12'14"1 | 12 (0+12)    | +10"7    |
| Bronzo  | 2  | Francia Anaïs Chevalier Marie Dorin Justine Braisaz Anaïs Bescond              | 1h12'21"0 | 14 (0+14)    | +17"6    |
| 4       | 7  | Norvegia Synnøve Solemdal Tiril Eckhoff Ingrid Landmark Tandrevold Marte Olsbu | 1h12'33"1 | 15 (3+12)    | +29"7    |
| 5       | 17 | Slovenia Paulína Fialková Anastasija Kuz'mina Terézia Poliaková Ivona Fialková | 1h12'41"8 | 10 (1+9)     | +38"4    |
| 6       | 8  | Svizzera Elisa Gasparin Lena Häcki Selina Gasparin Irene Cadurisch             | 1h12'46"9 | 16 (0+16)    | +43"5    |
| 7       | 9  | Polonia Monika Hojnisz Magdalena Gwizdoń Krystyna Guzik Weronika Nowakowska    | 1h12'47"0 | 15 (1+14)    | +43"6    |
| 8       | 1  | Germania Franziska Preuß Denise Herrmann Franziska Hildebrand Laura Dahlmeier  | 1h12'57"3 | 14 (3+11)    | +53"9    |
| 9       | 5  | Italia Lisa Vittozzi Dorothea Wierer Nicole Gontier Federica Sanfilippo        | 1h13'07"5 | 17 (4+13)    | +1'04"1  |
| 10      | 11 | Canada Sarah Beaudry Julia Ransom Emma Lunder Rosanna Crawford                 | 1h13'36"8 | 12 (1+11)    | +1'33"4  |
| 11      | 4  | Ucraina Iryna Varvynec' Vita Semerenko Julija Džyma Anastasija Merkušyna       | 1h13'44"8 | 12 (2+10)    | +1'41"4  |
| 12      | 6  | Rep. Ceca Eva Puskarčíková Jessica Jislová Markéta Davidová Veronika Vítková   | 1h13'59"7 | 15 (4+11)    | +1'56"3  |
| 13      | 18 | Stati Uniti Susan Dunklee Clare Egan Joanne Reid Emily Dreissigacker           | 1h14'05"3 | 11 (1+10)    | +2'01"9  |
| 14      | 14 | Kazakistan Galina Višnevskaja Darya Klimina Alina Raikova Olga Poltoranina     | 1h14'18"0 | 10 (1+9)     | +2'14"6  |
| 15      | 13 | Finlandia Laura Toivanen Kaisa Mäkäräinen Mari Laukkanen Venla Lehtonen        | 1h14'37"2 | 15 (2+13)    | +2'33"8  |
| 16      | 16 | Bulgaria Emilia Yordanova Daniela Kadeva Stefani Popova Desislava Stoyanova    | 1h14'38"0 | 11 (2+9)     | +2'34"6  |
| 17      | 12 | Giappone Fuyuko Tachizaki Sari Furuya Rina Mitsuhashi Yurie Tanaka             | 1h15'47"7 | 11 (2+9)     | +3'44"3  |
| 18      | 15 | Corea del Sud Anna Frolina Ekaterina Avvakumova Mun Ji-hee Ko Eun-jung         | 1h20'20"6 | 22 (6+16)    | +8'17"2  |